# 상동군
상동군(湘東郡)은 오나라시기 설치된 중국의 옛 군으로, 오나라 때 설치되어 진나라까지 육조시대동안 유지되었다.

## 오, 서진
본래 장사군의 일부로서 후한말기 동부도위가 설치된 지역이었다. 오나라가 건국된 이후 257년(오 폐제 태평 2년), 동부도위가 군으로 분리되면서 상동군이 설치되었다. 서진대에는 7현 19,500호를 거느렸다. 307년(진 회제 영가 원년), 장사군, 형양군, 소릉군, 영양군, 강주의 계양군과 함께 상주로 분리되었다.
| 현명   | 한자   | 대략적 위치           | 비고                                               |
| ------ | ------ | --------------------- | -------------------------------------------------- |
| 영현   | 酃縣   | 헝양 시 주후이 구 북  |                                                    |
| 차릉현 | 茶陵縣 | 주저우시 차링 현 북동 |                                                    |
| 임증현 | 臨烝縣 | 헝양 시               | 본래 형양군에 속했지만 서진대 본군으로 내속되었다. |
| 이양현 | 利陽縣 | 헝양 시 레이양 시     |                                                    |
| 음산현 | 陰山縣 | 헝양 시 헝둥 현       |                                                    |
| 신평현 | 新平縣 | 헝양 시 창닝 시 북동  |                                                    |
| 신녕현 | 新寧縣 | 헝양 시 창닝 시 서남  |                                                    |

## 동진이후
395년(동진 효무제 태원 2년), 영현이 폐지되었다. 본래 5현을 통치했으나 후에 3현을 관할하게 되었고 1,396호 17,450명을 거느렸다. 하지만 589년(수 문제 개황 9년), 수나라가 진나라를 멸망시킨 이후 상동군을 폐지, 그 자리에 형주를 설치했다.
| 현명   | 한자   | 대략적 위치           | 직위       | 비고                                                                                 |
| ------ | ------ | --------------------- | ---------- | ------------------------------------------------------------------------------------ |
| 임증현 | 臨烝縣 | 헝양 시               | 백상(伯相) |                                                                                      |
| 신녕현 | 新寧縣 | 헝양 시 창닝 시 서남  | 현령(縣令) |                                                                                      |
| 차릉현 | 茶陵縣 | 주저우시 차링 현 북동 | 자상(子相) |                                                                                      |
| 상음현 | 湘陰縣 |                       | 남상(男相) | 474년(유욱 영휘 2년), 익양현, 나현, 파서에서 파와 협(硤)의 주민들이 본현에 정착했다. |
| 음산현 | 陰山縣 | 헝양 시 헝둥 현       | 현령(縣令) |                                                                                      |

1. ↑  《진서》15권 지 제5 지리지 下 형주 상동군
2. 1 2  《송서》27권 지 제 27 주군3 상주 상동군
3. ↑  《수서》31권 지 제26 지리下 형주 형산군